# Nicolas Grunitzky

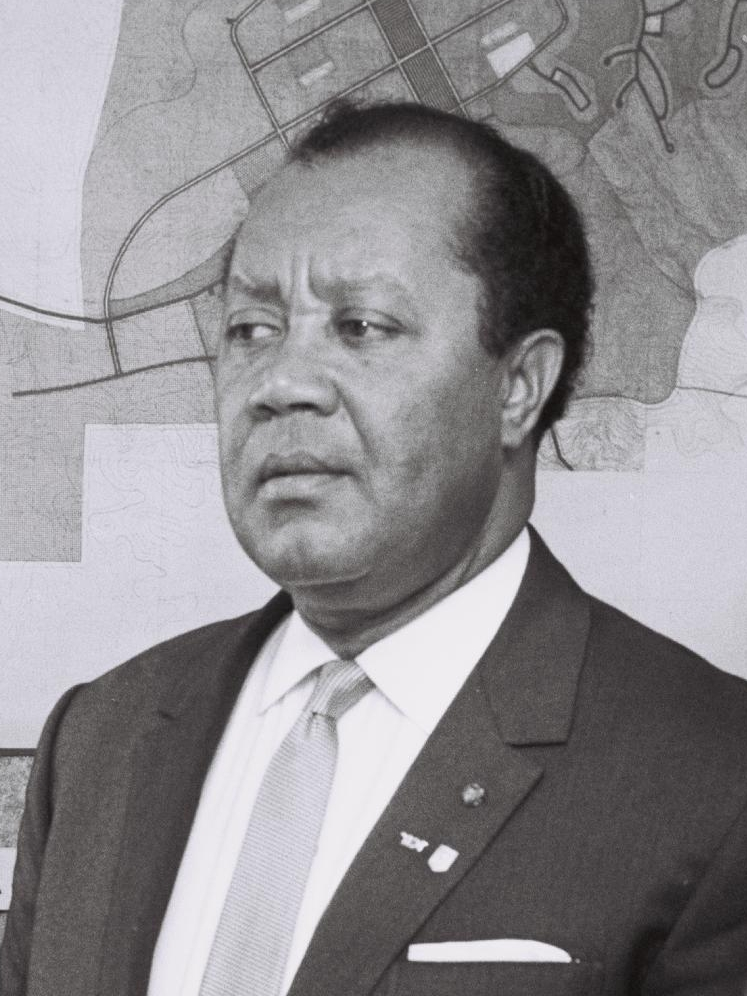
Nicolas Grunitzky, 1964

Nicolas Ador Grunitzky (Atakpamé, 5 april 1913 – Parijs, 27 september 1969) was een Togolees staatsman.
Grunitzky was de zoon van een Poolse officier in Duitse dienst en een Togolese moeder, afkomstig uit de koninklijke familie van Atakpamé. Hij volgde onderwijs in Atakpamé en studeerde rechten in Bordeaux. Tijdens de Tweede Wereldoorlog zat hij in het verzet dat zich tegen het Vichy-bewind in Togo keerde. Hij was de oprichter van de Togolese Progressieve Partij (PTP). In 1956 werd Grunitzy tot premier van een autonoom Togo gekozen binnen de Franse Unie. In 1958 werden de verkiezingen echter gewonnen door het Comité de l'Unité Togolaise en werd CUT-voorzitter Sylvanus Olympio premier. In 1959 richtte Grunitzy de Union Démocratique des Peuples Togolais (UDPT) op. In 1960 werd Togo een onafhankelijke republiek met Olympio als president en premier.
In januari 1963 pleegden militairen, onder wie generaal Étienne Eyadéma, een coup waarbij president Olympio werd gedood. De militairen droegen de macht over aan Grunitzy die president werd.
In januari 1967 pleegden de militairen onder leiding van generaal Eyadéma opnieuw een staatsgreep. Grunitzy werd hierbij afgezet en vluchtte naar Ivoorkust, waar hij een handelshuis opzette. Twee jaar later overleed hij in een ziekenhuis in Parijs aan de gevolgen van een auto-ongeluk.
Sylvanus Olympio · Emmanuel Bojollé · Nicolas Grunitzky · Kléber Dadjo · Gnassingbé Eyadéma · Faure Eyadéma · Abbas Bonfoh (interim) · Faure Eyadéma